# Ioana Pârvulescu
Ioana Pârvulescu (* 10. leden 1960, Brašov) je rumunská spisovatelka, literární historička, kritička a vysokoškolská učitelka, jež získala v roce 2013 za vůbec svůj první uveřejněný román Viaţa începe vineri (doposud nepřeloženo; česky Život začíná v pátek), vydaný roku 2009, cenu Evropské unie za literaturu.

## Životopis
Na počátku 80. let 20. století vystudovala na filozofické fakultě Bukurešťské univerzity francouzštinu a rumunštinu. Pracovala pro literární časopis România Literară a také přeložila díla německých a francouzských literátů, mezi které náleží např. René Goscinny, Maurice Nadeau, Laurent Seksik, Milan Kundera, Angelus Silesius, či Rainer Maria Rilke.